# Анабарське плато
Анаба́рське пла́то — плато на північному сході Середньосибірського плоскогір'я, в Красноярському краї і Якутії.
Полого-опукла поверхня, заввишки до 905 м. Складено в центральній частині архейськимі кристалічними сланцями, гнейсамі і гранітами (Анабарський масив), по периферії — пісковиками рифею.
У долинах переважають рідкі модринові ліси (до висоти 400—450 м), вище гірська тундра.
Початок річки Анабар.